# Бельжанова, Кульжамила Абильдаевна
Кульжамила Абильдаевна Бельжанова (11.12.1958) — советская, казахская актриса

 театра и кино, Заслуженный деятель Казахстана (2013).

## Биография
Родился 11 декабря 1958 года в Акмолинск (ныне Астана).
С 1980 по 1984 год окончил Алматинский государственный театрально-художественный институт по специальности актерское мастерство.
С 1984 по 1987 годы работала актрисой Семипалатинского областного музыкально-драматического театра им. Абая.
С 1987 года работает в Казахском государственном академическом театре для детей и юношества имени Г. Мусрепова.
Преподает в Академии искусств имени Т. Жургенова  на кафедре сценического языка.

## Основные роли на сцене
1. Г. Мусрепов «Акан Сери - Актокты» - Актокты
2. Б. Мукай «Сергелдең болған серілер» – Айжан
3. Т. Алипбаев «Мұхиттың арғы жағы, бергі жағы» -Алтыншаш
4. М. Хасенов «Махаббат неге оянбады?» – Дамеш
5. С. Балгабаев «Когда девушке исполнится двадцать» - Жибек
6. С. Балгабаев «Самая красивая женщина» - Зухра
7. Т. Минуллин «Четыре мужа Диляфруза» - Диляфруз
8. Д. Исабеков «Девушка, которая скучает по матери» - Перизат
9. У. Шекспир «Дуалы түнгі думан» – Перизат
10. У. Шекспир «Махаббат айдыны» – Алисэлла
11. И. Сапарбай «Красавица из села» - Гулдана
12. Ф. Онгарсынова «Счастье и горе» - Счастье
13. Б. Майлин «Неке қияр» - Невеста
14. А. Тарази «Індет» - Азиза
15. М. Ауезов «Қаралы сұлу» – Бопи, Мансия
16. С. Елубаев «Человек с неба» - Ева
17. Т. Нурмаганбетов «Спор старушек» - Аршагуль
18. Ш. Муртаза «Жетім бұрыш» - Ангел
19. А. Сариев «Моя печаль» - Раохи Крыштан
20. Ч. Айтматов «Теңіз жағалай жүгірген тарғыл төбет» – Кие әйел
21. С. Ахмад «Восстание невест» - Бустан
22. М. Ауэзов «Ай-Карагоз…» - Текті
23. Л. Симонова «Секрет золотого зерна» - Машенька
24. Т. Алшынбаев «Керқұла атты Кендебай» – Биғаным сұлу
25. А. Ашимов, А.Таракты «Күн қызы Күнекей» – Индианка
26. Эрве «Лисица Дева» - Актриса
27. Иран Гайб «Қорқыттың көрі» – Сарын ару и др.

## Фильмография
• Актриса снялась во многих фильмах и сериалах, таких как: Іңкәр жүрек(сериал), Рауан(мини-сериал), Бала ғашық, Оралу(мини-сериал), Өмір өзен(сериал), Тандау, Роботбек, Детектив әже(сериал), Ласковое безразличие мира и др.

## Награды и звания
1. Заслуженный деятель Казахстана (2013)
2. Медаль «За трудовое отличие» (Казахстан) (2006)
3. Медаль «25 лет независимости Республики Казахстан» (2016)